# Mantella haraldmeieri
Mantella haraldmeieri es una especie de anfibio anuro de la familia Mantellidae.

## Distribución geográfica
Esta especie es endémica de Madagascar. Habita entre los 300 y 950 m de altitud en las montañas de Anosy, en el extremo sureste de la isla.

## Descripción
Mantella haraldmeieri mide de 21 a 27 mm. Su parte posterior es de color marrón claro con varias manchas oscuras, incluyendo una triangular, a veces en forma de "Y", en los hombros; Una gran forma de corazón en la espalda y otras dos al nivel de la cloaca. Los flancos son negros. La superficie exterior de las extremidades es de color amarillo-marrón con algunas bandas débiles. Su vientre es negro con manchas blanco-azuladas. El lado interno de las espinillas y el tarso tiene áreas rojas. A diferencia de otros miembros del género Mantella, esta especie no tiene una mancha en forma de herradura en la garganta.

## Taxonomía
Según Frank Glaw, este taxón podría representar una variante de Mantella baroni distinta por su coloración.

## Etimología
Esta especie lleva el nombre en honor a Harald Meier.

## Publicación original
- Busse, 1981 : Revision der FarbmusterVariabilität in der madagassischen Gattung Mantella (Salientia: Ranidae). Amphibia-Reptilia, vol. 2, p. 23-42.[6]